# Hibiscus diriffan
Hibiscus diriffan là một loài thực vật có hoa thuộc họ Malvaceae.
Loài này chỉ có ở Yemen.
Môi trường sống tự nhiên của chúng là vùng nhiều đá.